# Bulbine rupicola
Bulbine rupicola är en grästrädsväxtart som beskrevs av Graham Williamson. Bulbine rupicola ingår i släktet bulbiner, och familjen grästrädsväxter. Inga underarter finns listade i Catalogue of Life.